# (7176) Kuniji
(7176) Kuniji – planetoida z pasa głównego asteroid okrążająca Słońce w ciągu 4,59 lat w średniej odległości 2,76 j.a. Odkryli ją Kin Endate i Kazurō Watanabe 1 grudnia 1989 roku w Kitami. Nazwa planetoidy pochodzi od Kunijiego Saito (ur. 1913) – astronoma z tokijskiego obserwatorium astronomicznego.